# Vangelis Moras
Evangelos 'Vangelis' Moras (Grieks: Ευάγγελος 'Βαγγέλης' Μόρας) (Larissa, 28 augustus 1981) is een Griekse voetballer die bij voorkeur als verdediger speelt. Hij verruilde in 2012 AC Cesena voor Hellas Verona. Moras debuteerde in 2009 in het Grieks voetbalelftal. Eerder vertegenwoordigde hij zijn vaderland op de Olympische Spelen van 2004 in Athene, waar zijn ploeg in de eerste ronde werd uitgeschakeld.
1 Montipò ·
3 Frese ·
4 Daniliuc ·
5 Faraoni  ·
6 Belahyane ·
7 Lambourde ·
8 Lazović ·
9 Sarr ·
10 Mitrović ·
11 Tengstedt · 
12 Bradarić ·
13 Cruz ·
14 Livramento ·
15 Okou ·
16 Chiesa ·
17 Sishuba ·
18 Harroui ·
20 Kastanos ·
21 Silva ·
22 Berardi ·
23 Magnani ·
25 Serdar ·
27 Dawidowicz ·
28 Luna ·
29 Alidou ·
31 Suslov ·
33 Duda ·
34 Perilli ·
35 Mosquera ·
38 Tchatchoua ·
42 Coppola ·
72 Ajayi ·
80 Cissé ·
82 Corradi ·
87 Ghilardi ·
99 Nwanege ·
Coach: Baroni
· Assistent-coach: Bocchetti
1 Karnezis ·
2 Maniatis ·
3 Tzavelas ·
4 Manolas ·
5 Moras ·
6 Tziolis ·
7 Samaras ·
8 Kone ·
9 Mitroglou ·
10 Karagounis  ·
11 Vyntra ·
12 Glikos ·
13 Kapino ·
14 Salpigidis ·
15 Torosidis ·
16 Christodoulopoulos ·
17 Gekas ·
18 Fetfatzidis ·
19 Papastathopoulos ·
20 Holebas ·
21 Katsouranis ·
22 Samaris ·
23 Tachtsidis ·
Coach: Santos